# Pawel Trofimowitsch Morosow

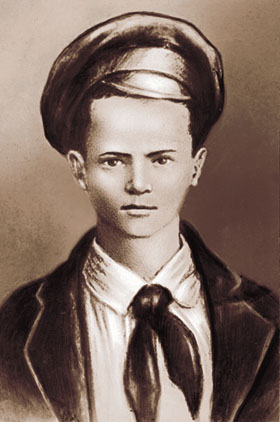
Offizielles Porträt Pawel „Pawlik“ Morosows als junger Pionier

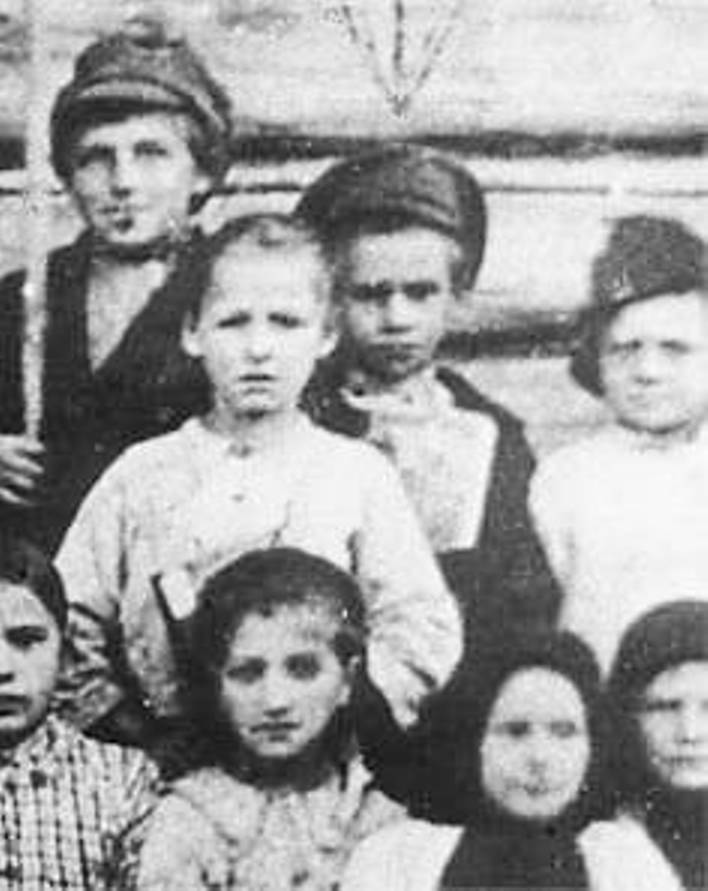
Tatsächliches Foto Morosows (in der Mitte der oberen Reihe)

Pawel Trofimowitsch Morosow (auch bekannt als Pawlik Morosow; russ. Павел Трофимович Морозов bzw. Павлик Морозов; * 14. November 1918 im Dorf Gerassimowka in der Oblast Swerdlowsk, Ural; † 3. September 1932 ebenda) war ein sowjetischer Bauernjunge, der zusammen mit seinem Bruder Fjodor – so die offizielle sowjetische Lesart – von Verwandten seines „reaktionären“ Vaters, eines „Kulaken“, erschlagen worden sein soll, nachdem er seinen Vater bei den sowjetischen Behörden wegen Versteckens von Getreide angezeigt hatte und sein Vater inhaftiert worden war. Laut Jörg Baberowski wurde der Vater im Winter 1932 anlässlich einer Massenerschießung von Häftlingen wahrscheinlich von der GPU ermordet.
Morosow wurde durch dieses Narrativ zur sozialistischen Heldengestalt und Ikone; er wurde, obwohl er nicht der Pionierorganisation angehörte, als Heldenpionier Nr. 001 bezeichnet. Sein – inzwischen bezweifeltes – Schicksal diente zur Rechtfertigung und propagandistischen Durchsetzung der Kollektivierung.
Der russische Journalist Juri Druschnikow verfolgte den Fall seit Mitte der 1980er Jahre und kam zu dem Schluss, dass vieles dafür spreche, dass die Kinder von örtlichen OGPU-Funktionären umgebracht worden waren und ihr Tod mehreren „reaktionären Kulaken“ des Dorfes angelastet wurde, die sich lange gegen die Kollektivierung gewehrt hatten. Diese wurden inhaftiert, in einem Schauprozess zum Tode verurteilt und hingerichtet. Danach gaben die verbliebenen Einzelbauern des Dorfes auf und gründeten einen Kolchos.
Ein über Morosow 1936/37 von Sergej Eisenstein gedrehter Film, Die Beshin-Wiese (Бежин луг – Beschin lug), wurde nach persönlichem Einschreiten Stalins nicht fertiggestellt.